# 阮陳唯一

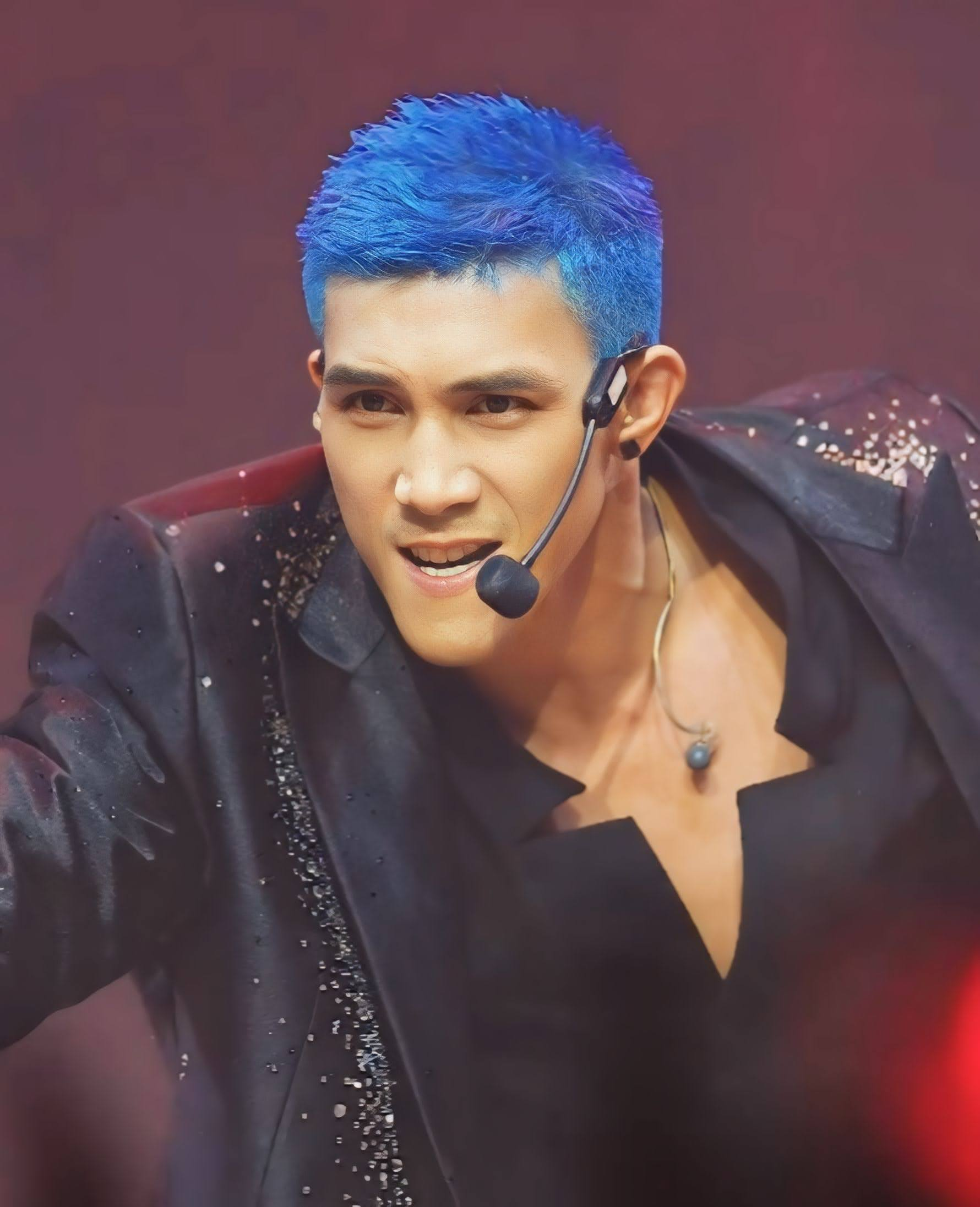

阮陳唯一（1989年3月21日—），是出生於越南慶和省芽莊市的男性泰拳運動員。
他參加2022年世界運動會的泰拳項目競賽，結果獲得冠軍金牌。

## 外部連結
- 阮陳唯一的Facebook專頁
- 阮陳唯一於ONE冠軍賽網站的介紹 （页面存档备份，存于）